# Yinnar
Yinnar is een plaats in de Australische deelstaat Victoria en telt 585 inwoners (2006).